# راشل فولر
راشل فولر (زاده ۲۴ ژوئیه ۱۹۷۳) یک موسیقی‌دان بریتانیایی است. او یک هنرمند موسیقی پاپ، آهنگساز و گهگاهی با همسرش، پیت تاونشند، نوازنده راک است. فولر که در ایپسویچ انگلستان به دنیا آمد، بعداً به همراه خانواده اش به ساوتند-آن-سی نقل مکان کرد. او نواختن پیانو را در سن شش سالگی و آهنگسازی را از ده سالگی شروع کرد و جاه طلبی اصلی او اجرای کنسرت بود. او در مدرسه خصوصی سنت مایکل در لی تحصیل کرد، جایی که مادرش معاون مدرسه بود.